# Cristian Alexis Girard
Cristian Alexis Girard (San Martín, provincia de Buenos Aires, Argentina, 1° de noviembre de 1981) es un economista, docente, investigador y político argentino, actual Director Ejecutivo de la Agencia de Recaudación Provincia de Buenos Aires (ARBA), cargo que ejerce desde el 11 de diciembre de 2019.
Anteriormente, se desempeñó como Secretario de Economía de la Municipalidad de Moreno, provincia de Buenos Aires, durante los años 2016 y 2017.
Además, fue presidente de la Comisión Nacional de Valores, entre 2014 y 2015; y también Director Nacional de Empresas con Participación del Estado, bajo la órbita de la Secretaría de Política Económica y Planificación del Ministerio de Economía de la Nación, durante la gestión de Axel Kicillof al frente de esta cartera.
Es Licenciado en Economía por la Facultad de Ciencias Económicas de la Universidad de Buenos Aires, en donde se graduó en el año 2007. En esa misma casa de estudios, se desempeñó como docente, desde 2007, de la asignatura Dinero, Crédito y Bancos; desde 2008, de Macroeconomía II; y desde 2010 de Historia del Pensamiento Económico.
Cuenta además con una Maestría en Economía Política por la Facultad Latinoamericana de Ciencias Sociales (FLACSO), y en 2011 obtuvo una beca doctoral por parte de la Universidad de Buenos Aires, para su proyecto de tesis de Doctorado sobre La problemática del tipo de cambio. Potencialidades y límites. El caso argentino 2002-2009.
Se ha desempeñado como investigador en el proyecto Argentina después del colapso de la convertibilidad. Continuidades y rupturas: ¿un nuevo patrón de crecimiento?, patrocinado por la Secretaría de Ciencia y Técnica de la Universidad de Buenos Aires. El proyecto tuvo por objeto analizar en detalle y describir la forma en que la economía argentina salió del régimen de convertibilidad de su moneda, y cómo en los años posteriores se logró implementar un programa de fuerte crecimiento económico y reducción de los niveles de pobreza y desigualdad.
También fue integrante del Centro de Estudios para el Desarrollo Argentino (CENDA), centro de estudios económicos y sociales constituido por investigadores con formación en economía política provenientes del Consejo Nacional de Investigaciones Científicas y Técnicas (CONICET), la Universidad de Buenos Aires, la Universidad Nacional de Quilmes y la Universidad Nacional de General Sarmiento.